# BlackRock
BlackRock è una società di investimento multinazionale con sede a New York. Vanterebbe un patrimonio totale di 11.500 miliardi di dollari (al 31 dicembre 2024), di cui un terzo in Europa.
Quotata alla Borsa di New York, offre soluzioni d'investimento nel reddito fisso, nel segmento azionario e monetario, investimenti alternativi e settore immobiliare. Leader in America negli ETF e ETC, è presente nella piazza finanziaria di Milano con la gamma di prodotti iShares quotati sul mercato ETF Plus della Borsa Italiana. 
BlackRock opera a livello globale con 70 uffici in 30 paesi e clienti in 100 paesi. A causa delle dimensioni e della portata delle sue attività finanziarie, esercita una forte influenza. Per il suo potere BlackRock è stata definita la più "grande banca ombra del mondo", simile anche al "wifi, invisibile eppure presente".

## Storia
BlackRock è stata fondata nel 1988 da Laurence "Larry" Fink e Robert Steven Kapito con un gruppo di colleghi (Susan Wagner, Barbara Novick, Ben Golub, Hugh Frater, Ralph Schlosstein e Keith Anderson) per fornire ai clienti istituzionali servizi di gestione patrimoniale con ricorso al rischio. Molti di loro avevano già lavorato assieme a First Boston dove era stata sviluppata l'idea. Il progetto piace a Peter George Peterson, responsabile del gruppo Blackstone, che finanzia il capitale operativo iniziale con una linea di credito di 5 milioni $. Così la società inizia a operare all'interno di Blackstone come gruppo di gestione finanziaria con il nome di Blackstone Financial Management occupandosi di reddito fisso. Nel giro di pochi mesi l'attività diventa redditizia, nel 1989 il patrimonio è quadruplicato a 2,7 miliardi $, nel 1992 sono 17 i miliardi $ in gestione e 53 miliardi nel 1994.
Proprio quell'anno Fink e il numero uno di Blackstone, Stephen A. Schwarzman, mostrano visioni strategiche diverse. Così i due decidono di separarsi: Schwarzman rimane con Blackstone, Fink diventa presidente e CEO di quella che una volta era Blackstone Financial Management e ora prende il nome di BlackRock Inc. Campo di attività: il risparmio gestito. Il modello di business: OneBlackRock, ovvero una piattaforma comune invece di avere tante società con unità operative autonome. Nel 1995 BlackRock si fonde con la holding bancaria PNC Financial Services ampliando la gestione anche ai fondi azionari, nel 1999 gestisce attività per 165 miliardi di dollari e si quota alla Borsa di New York a 14 dollari per azione. Nell'agosto del 2004 BlackRock effettua la sua prima acquisizione importante, rilevando la holding di State Street Research & Management di MetLife per 375 milioni $ in contanti e azioni. Il patrimonio gestito passa così da 314 a 325 miliardi $.
Nel 2006 viene incorporata Merrill Lynch Investment Managers (una partecipazione del 49,5% della società finisce così nelle mani di Merrill Lynch), nell'ottobre 2007 acquisisce il business dei fondi di Quellos Capital Management, nel marzo 2008, pochi mesi prima del crollo finanziario di Wall Street, Larry Fink è chiamato dal capo della Federal Reserve di New York, Timothy Geithner (in seguito sarà ministro delle finanze con Barack Obama), ad aiutarlo nel ripulire i "titoli spazzatura" che si trovano nel portafoglio della Bear Stearns, la banca d'investimento appena salvata dal governo USA. Fink ha già sviluppato il software Aladdin (acronimo di Asset liability and debt derivates investment network) che traduce i dati di mercato in scelte di investimento. Dopo la Bear Stearns, BlackRock interviene sui fondi tossici di Citibank, AIG, Fannie Mae e Freddie Mac, diventando di fatto il braccio operativo del governo USA per svolgere il ruolo di pompiere della crisi.
Nell'aprile 2009 BlackRock acquisisce R3 Capital Management e assume il controllo del fondo da 1,5 miliardi $. In giugno rileva per 13,5 miliardi di dollari da Barclays (che ha una partecipazione del 20% in BlackRock), Barclays Global Investors con sede a San Francisco: porta in dote iShares, uno dei principali fornitori di ETF al mondo, diventando così il più grande gestore di risparmio al mondo con oltre 3.350 miliardi $.
BlackRock è nel 2013 gestore di un patrimonio pari a 3.790 miliardi $ e Fortune lo elenca nella sua lista annuale delle 50 società più ammirate al mondo. L'anno dopo The Economist lo riconosce, con 4.000 miliardi di dollari in gestione, come il "più grande gestore patrimoniale del mondo", ancora più grande della banca più grande del mondo, la Banca industriale e commerciale della Cina (3.000 miliardi di dollari). Nel maggio 2014 BlackRock investe in Snapdeal, una società indiana. Alla fine del 2014 il Sovereign Wealth Fund Institute afferma che il 65% del patrimonio gestito da Blackrock è costituito da investitori istituzionali.
Nell'agosto 2015 BlackRock acquisisce FutureAdvisor, fornitore di gestione patrimoniale digitale con un patrimonio gestito di 600 milioni di dollari: opererà all'interno di BlackRock Solutions. Nel novembre 2015 viene invece liquidato l'hedge fund BlackRock Global Ascent, l'unico suo fondo macro, in seguito a forti perdite. In quel momento BlackRock gestiva 51 miliardi di dollari in hedge fund.
Nel marzo 2017 il Financial Times annuncia che BlackRock, dopo una revisione di sei mesi condotta da Mark Wiseman, ha avviato una ristrutturazione della sua attività di fondi (8 miliardi di dollari), con l'allontanamento di sette gestori di portafoglio e nuove strategie di investimento per alcuni fondi. Nell'aprile 2017 le attività di iShares rappresentano il 26% del totale delle risorse gestite da BlackRock e il 37% del reddito della società che un mese più tardi, in maggio, aumenta la propria partecipazione in CRH plc e Bank of Ireland.
Ai primi di gennaio del 2019 BlackRock annuncia piani per ridurre la forza lavoro del 3% (500 persone). Nella stessa settimana Fink promuove l'ex direttore generale senior, Mark Wiedman, a capo delle operazioni internazionali e della strategia aziendale di BlackRock, sollevando voci che vedono in Wiedman il possibile erede di Fink.
Nell'aprile 2019, proseguendo sulla via della diversificazione del portafoglio di investimento, vara il suo fondo di private equity, il Long Term Private Equity, con una raccolta di 2,75 miliardi di dollari ma con l'obiettivo di raggiungere i 20. In agosto la prima operazione di buyout: per 870 milioni di dollari BlackRock acquisisce il controllo di Authentic Brands, società con sede a New York, fondata nel 2010 e guidata dal fondatore Jamie Salter: possiede Sport Illustrated e gestisce diversi marchi di abbigliamento e le licenze relative ai nomi di molte celebrità, da Elvis Presley a Marilyn Monroe, da Muhammad Ali a Shaquille O'Neal.

## Dati economici
Per l'anno fiscale 2018 BlackRock ha registrato utili per 4,3 miliardi di dollari USA, con un fatturato annuo di 14,2 miliardi di dollari USA, con un incremento del 13% rispetto al precedente ciclo fiscale. Le azioni di BlackRock sono scambiate a oltre $ 414 per azione e la sua capitalizzazione di mercato è stata valutata a oltre $ 61,7 miliardi nell'ottobre 2018. Nel 2019, BlackRock si è classificato 221º nell'elenco Fortune 500 delle maggiori società statunitensi per fatturato.
Attualmente, Blackrock rappresenta uno dei fondi di investimento più cospicui al mondo, insieme a Vanguard e State Street: a fine 2021, i tre fondi detenevano complessivamente 20 trilioni di dollari. Questi tre colossi sono diventati i principali azionisti di circa il 90% delle società quotate sull'indice S&P 500, con particolare focus su settori come farmaceutica, armamenti, idrocarburi ed elettronica.

## Azionisti
Dopo che il Fondo pensione statale della Norvegia, un fondo sovrano, ha ridotto la sua partecipazione al di sotto del 2% dall'oltre 5% detenuto dal 2014 al 2016, i cinque maggiori azionisti sono alla data del 21 marzo 2018:
- PNC Financial Services - 25,01%
- Gruppo Vanguard - 6,23%
- BlackRock Inc. - 5,27%
- Capital World Investment - 5,16%
- Wellington Management Group - 4,37%

## iShares
La storia di iShares inizia nel marzo 1996 quando Barclays lanciò uno strumento che aveva lo scopo di replicare gli indici MSCI introdotti da Morgan Stanley, chiamato con l'acronimo "WEBS" (World Equity Benchmark Shares). Gli WEBS furono tra i primi ETF scambiati nell'American Stock Exchange di New York e dopo qualche anno vennero rinominati "iShares MSCI Series".
Nel marzo 2009, dopo 13 anni dal lancio del primo WEBS, iShares venne trasferita da Barclays a BlackRock.

## Sistema di analisi dei dati Aladdin
Secondo gli esperti, il successo di BlackRock si basa sul sistema di analisi dei dati, guidato da Robert Goldstein, chiamato Aladdin, della controllata BlackRock Solutions. Aladdin è l'acronimo di "Asset, Liability, Debt and Derivative Investment Network". Il sistema IT distribuito in 5.000 mainframe in quattro località sconosciute esegue 200 milioni di calcoli a settimana. Un'altra parte di Aladdin è costituita da 2 000 specialisti IT, programmatori e analisti di dati che valutano i dati economici e aziendali. Il sistema Aladdin è in grado di calcolare ogni secondo il valore di azioni, obbligazioni, valute estere o titoli di credito in miliardi di portafogli di investimento. Allo stesso tempo, Aladdin fa luce su come questo valore cambierà quando il mercato muta per una serie di fattori: ad esempio, l'economia rallenta, i dati di vendita crescono quando i tassi di cambio scendono, i prezzi del petrolio aumentano. BlackRock valuta ogni singolo investimento utilizzando Aladdin. Oltre ai 5,12 miliardi $ di prodotti finanziari in-group di BlackRock, Aladdin supervisiona anche lo sviluppo di circa 30 000 portafogli di investimento, per un valore di circa 15 trilioni di euro. Questa attività rappresenta dal 7% al 10% circa di tutte le attività in tutto il mondo da oltre 170 fondi pensione, banche, compagnie assicurative, fondazioni e altri investitori istituzionali.

## Partecipazioni
BlackRock è uno dei principali azionisti di migliaia di aziende in tutto il mondo, aziende rilevanti nei settori dell'energia, chimica, trasporti, agroalimentari, aeronautica, immobiliare. È (o è stato) il principale azionista singolo delle società finanziarie JPMorgan Chase, Bank of America e Citibank, Apple, McDonald's, Nestlé (sino ad agosto 2015) e delle società energetiche Exxon Mobil e Shell. È anche azionista di peso di Deutsche Bank, Intesa Sanpaolo, Bnp, ING.

### In Italia
BlackRock nel 2009, a seguito della fusione con Barclays Global Investors, ha ereditato dalla società inglese numerose partecipazioni in società italiane, per un totale di circa 8,9 miliardi €. Nell'aprile 2014 lo stock di investimenti di BlackRock in Italia ammontava invece a circa 58 miliardi €.
Secondo i dati CONSOB, al 6 giugno 2014, BlackRock era titolare di azioni di alcune importanti società che compongono l'indice FTSE MIB di Piazza Affari, ovvero:
- Banco Popolare - 6,851%
- UniCredit - 4,999%
- Rai Way - 5,28%
- Banca Popolare di Milano - 5,149%
- Azimut Holding - 5,004%
- Intesa Sanpaolo - 5,004%
- Telecom Italia - 6% tra azioni e derivati al 10-02-2015, secondo quanto dichiarato alla SEC (in passato fino al 10%, poi sceso al 2%)

BlackRock detiene poi quote in:
- Atlantia - 5,020%
- Fiat S.p.A. - 2,83% (capitale flottante)
- Assicurazioni Generali - 2,8%

### In Germania
A partire da dicembre 2013 BlackRock è l'unica società di investimento straniera che detiene una partecipazione significativa in tutte le società DAX 30 ed è il maggiore azionista singolo in un terzo di tutte le società DAX. Attraverso diversi fondi, BlackRock è il maggiore azionista unico in Daimler AG, Deutsche Bank, Lufthansa, Bayer AG, BASF e Deutsche Börse. Alla fine del 2015 controllava in media il 5,3% del capitale azionario di ciascuna società tedesca DAX e deteneva circa il 10,7% del flottante in mano ad investitori istituzionali nel DAX. Nel giugno 2016 le partecipazioni DAX di BlackRock valevano complessivamente più di 50 miliardi di euro. BlackRock è di gran lunga il maggiore azionista unico nelle società quotate alla Deutsche Börse.
Nell'aprile 2018 queste le partecipazioni di BlackRock in 28 delle 30 società quotate DAX:)
- Vonovia - 8,62%
- Merck KGaA - 7,20%
- Bayer AG - 7,17%
- Deutsche Post - 7,00%
- Allianz -6,90%
- Munich Re - 6,84%
- E.ON - 6,75%
- BASF - 6,61%
- Deutsche Börse - 6,46%
- Deutsche Bank - 6,38%
- Fresenius Medical Care - 6,28%
- Siemens AG - 5,74%
- Adidas - 5,50%
- Tiglio - 5,32%
- Infineon - 5,23%
- SAP - 5,13%
- Commerzbank - 5,09%
- Lufthansa - 4,99%
- Fresenius - 4,95%
- RWE AG - 4,92%
- Deutsche Telekom - 4,91%
- Covestro - 4,62%
- HeidelbergCement - 4,49%
- Daimler AG - 4,16%
- Continental AG - 3,08%
- ThyssenKrupp - 3,06%
- BMW - 3,02%
- Beiersdorf - 2,68%

Rispetto al 16 giugno 2014 BlackRock ha ridotto la sua partecipazione in case automobilistiche e ha investito in maniera significativa in società immobiliari tedesche (rappresentate da Vonovia nel DAX).

## Influenza
L'influenza di BlackRock si estende oltre il proprio portafoglio di attività. Molti altri importanti investitori si affidano al sistema di analisi Aladdin della BlackRock Solutions. Dozzine di banche centrali come la Federal Reserve americana e la Banca centrale europea (BCE), i ministeri delle finanze e i fondi sovrani ricevono consigli dagli esperti di BlackRock che hanno progettato il programma di cartolarizzazione dei prestiti della BCE quando la banca centrale aveva bisogno di competenze esterne. In Grecia e a Cipro BlackRock ha analizzato a fondo i bilanci delle banche, consigliando poi i governi. È intervenuta in Irlanda e Spagna. C'è chi ha criticato il fatto che BlackRock abbia avuto colloqui personali con il presidente della Banca centrale europea (BCE), Mario Draghi. Uno scambio, è stata la risposta di Francoforte, per comprendere meglio le dinamiche nei mercati. E comunque per due volte la BCE l'ha chiamato come Advisor, l'ultima nel 2016 per preparare gli stress test a 39 banche europee.
Si avvale anche di consulenti importanti: George Osborne, ministro delle finanze britannico dal 2010 al 2016, ha un contratto di consulenza per 740.000 € per lavorare un giorno a settimana; in Germania Friedrich Merz, ex capo della CDU al Parlamento tedesco; in Svizzera l'ex governatore della Banca nazionale, Philippe Hildebrand; in Francia Jean-Francois Cirelli, consulente di Emmanuel Macron. La giornalista Heike Buchter, autrice anche di un libro su BlackRock pubblicato nel 2015, conclude così una sua ricerca su Handelsblatt: "Nessun governo, nessuna autorità ha una visione così completa e profonda del mondo finanziario e aziendale globale come BlackRock".